# ケイリー・クオコ
ケイリー・クオコ（Kaley Cuoco、本名：Kaley Christine Cuoco、1985年11月30日 - ）は、アメリカ合衆国の女優。
『パパにはヒ・ミ・ツ』でのブリジット・ヘネシー役や、『チャームド』シリーズでのビリー・ジェンキンス役、『ビッグバン★セオリー/ギークなボクらの恋愛法則』のペニー役で知られる。

## 来歴
ケイリー・クリスティン・クオコ（以下、ケイリー）は、カリフォルニア州カマリロに、ゲーリー・カーミン・クオコとレイン・アン・ウィンゲートの娘として生まれた。

### 女優としての経歴
ケイリーの女優としてのキャリアは、1992年のテレビ映画『Quicksand: No Escape』に始まる。2000年のテレビ映画『青春の日々／ゆかいなブレディ一家  (原題：Growing Up Brady)』でのモーリーン・マコーミック役や、CBSのシットコム『Ladies Man』で注目を浴びた。
2002年にABCの『パパにはヒ・ミ・ツ』でヘネシー家の長女を演じたが、次女を演じたエイミー・デビッドソンよりも6歳年少である。『パパにはヒ・ミ・ツ』でのエピソードをコールドオープンで風刺した。
2004年にディズニーチャンネルの『ブランディ アンド Mr.ウィスカーズ』のブランディ・ハリントンを声優として演じた。また、2004年に『チャームド』でビリー・ジェンキンス（行方不明の姉クリスティを探す魔女）としてシリーズを通して出演し、ホリー・マリー・コームズやアリッサ・ミラノ、ローズ・マッゴーワンと共演した。また、ケイリーは2004年に映画『The Hollow』でニック・カーターやケヴィン・ゼガーズと共演した。また、ケイリーは、2004年にNBCの『10.5』、ABCファミリーの『Crimes of Fashion』や『Debating Robert Lee』などに出演した。
2007年に公開された映画『To Be Fat Like Me』で、キャリアで初めて主役を演じた。FOXの『プリズン・ブレイク』の「The Message」、「Chicago」のエピソードに出演した。2007年9月24日からCBSのシットコム『ビッグバン★セオリー/ギークなボクらの恋愛法則』に出演している。2013年以降、アメリカの旅行予約サイトであるプライスラインドットコムのイメージ女優となっており、同社のトップページやTVCMに登場している。

### 私生活
2007年10月29日：ABCのトーク番組『The View』で、あるデザイナーの男性とデートをしたことを打ち明けた。ケイリーは、そのデザイナーに関する情報は全く話さなかったが、俳優の友人が多くないことや、もう俳優とはデートはしないことを打ち明けた。しかし、2013年夏、『マン・オブ・スティール』のヘンリー・カヴィルと交際を始めた。彼と数週間で破局した後、テニス選手のライアン・スウィーティングと交際し、同年9月婚約。2013年12月31日深夜、カリフォルニア州サンタスサナで結婚式を挙げた。
2014年8月31日、2014年iCloudからの著名人プライベート写真大量流出事件の被害者となった。9月2日に自分と夫が水着姿でメキシコのビーチを歩いている写真に、ボカシを入れて加工した写真を画像共有サイトのインスタグラムに自ら投稿してこのスキャンダルに自虐的に対処した。
2015年4月8日：夫ライアン・スウィーティングとの離婚が取り沙汰されるも一蹴する。
2015年10月16日、「ビッグバン★セオリー」の共演者で元恋人のジョニー・ガレッキとの密会を報じられる。双方が否定し、友人であることを主張した。
2015年9月25日、スウィーティングとの別居が発覚し、離婚をメディアが一斉に報じる。2016年5月9日、スウィーティングとの離婚が6日に正式に成立したと報じられる。日本では5月14日にシネマトゥデイが報じた。
2018年6月30日、かねてから交際していた騎手のカール・クックと結婚したが、2021年9月、別居を発表した。
2022年5月、俳優トム・ペルフリーとの交際を公表、10月には妊娠を発表した。2023年3月、第一子となる女児を出産した。

## トリビア
- 2004年のFHM誌による『アメリカのセクシーな女優ベスト100』で、75位にランクインした。
- 女優業に専念するまではアマチュアランキングにランクインするほどのテニスプレーヤーだった。
- 趣味の一つが乗馬。『ビッグバン★セオリー』のシーズン３のDVDには付録のインタビューで、女優にならなかったら乗馬関連の仕事に就いていただろうと話している（共演者から「ブリーダーか？」とツッコミが入っている）。シーズン４の収録期間中、落馬事故を起こし左足首を開放骨折し、2エピソードを休演した。
- 腰に漢字で「信」というタトゥーを入れている。[16]

## フィルモグラフィー

### 映画
| 年   | 邦題 原題                                                                   | 役名                             | 備考 |
| ---- | --------------------------------------------------------------------------- | -------------------------------- | ---- |
| 1992 | ノー・エスケイプ/砂の迷路 Quicksand: No Escape                              | コニー・レインハート             |      |
| 1995 | バーチュオシティ Virtuosity                                                 | カリン・カーター                 |      |
| 1997 | ピクチャー・パーフェクト/彼女が彼に決めた理由 Picture Perfect               | 少女                             |      |
| 1997 | ボクらの味方 素敵なフェアリー Toothless                                     | ローリ                           |      |
| 1998 | Mr. マーダー Mr. Murder                                                     | シャーロット・スティルウォーター |      |
| 2000 | 最後のボウリング・バトル Alley Cats Strike                                  | エリサ・バウアーズ               |      |
| 2000 | 青春の日々/ゆかいなブレディ一家 Growing Up Brady                            | モーリーン・マコーミック         |      |
| 2004 | ソード・シャドウ スリーピー・ホロウ: リターンズ The Hollow                  | カレン                           |      |
| 2007 | アメリカン・ホストクラブ Cougar Club                                        | アマンダ                         |      |
| 2011 | イースターラビットのキャンディ工場 Hop                                      | サマンサ・オヘア                 |      |
| 2015 | ベストマン -シャイな花婿と壮大なる悪夢の2週間- The Wedding Ringer           | グレッチェン・パルマー           |      |
| 2015 | アルビン4 それいけ! シマリス大作戦 Alvin and the Chipmunks: The Road Chip   | エレノア・ミラーの声             |      |
| 2017 | 刑事ハンサム：Netflixオリジナルミステリー HANDSOME: A NETFLIX MYSTERY MOVIE |                                  |      |
| 2022 | ミートキュート 〜最高の日を何度でも〜 MEET CUTE                             | シーラ                           |      |
| 2022 | マン・フロム・トロント THE MAN FROM TORONTO                                 | アン                             |      |

### テレビ
| 年          | 邦題/原題                                                        | 役名                          | 備考                        |
| ----------- | ---------------------------------------------------------------- | ----------------------------- | --------------------------- |
| 1994        | アンジェラ 15歳の日々 My So-Called Life                          | アンジェラ・チェイス (幼少期) | 1エピソード                 |
| 1994        | たどりつけばアラスカ Northern Exposure                           | ミランダ                      | 1エピソード                 |
| 2002 - 2005 | パパにはヒ・ミ・ツ 8 Simple Rules                                | ブリジット・ヘネシー          | メインキャスト 76エピソード |
| 2004        | パンクト Punk'd                                                  | 本人                          | 1エピソード                 |
| 2004        | 合衆国壊滅/M (マグニチュード) 10.5 10.5                          | アマンダ・ウィリアムズ        | ミニシリーズ                |
| 2004 - 2006 | ブランディ アンド Mr.ウィスカーズ Brandy and Mr. Whiskers        | ブランディ・ハリントン        | メインキャスト 声の出演     |
| 2005 - 2006 | チャームド ～魔女3姉妹～ Charmed                                 | ビリー・ジェンキンズ          | 22エピソード                |
| 2007        | プリズン・ブレイク Prison Break                                  | サーシャ・マーレイ            | 2エピソード                 |
| 2007 - 2019 | ビッグバン★セオリー/ギークなボクらの恋愛法則 The Big Bang Theory | ペニー                        | メインキャスト              |
| 2012        | 疑惑の男 ドリュー・ピーターソン Drew Peterson: Untouchable       | ステイシー・ピーターソン      | テレビ映画                  |
| 2019        | ヤング・シェルドン Young Sheldon                                 | プールの水                    | 声の出演                    |
| 2020        | フライト・アテンダント The Flight Attendant                      | キャシー・ボウデン            | メインキャスト              |
| 2023-       | トゥルークライム・ショー:殺人狂騒曲 Based on a True Story        | エヴァ・バートレット          | 主演                        |